# Inteiro p-ádico
Inteiro p-ádico, em matemática, é um número representado, formalmente, como uma soma de potências de um número primo p, ou seja, é um número representado por:
{\displaystyle a=a_{0}+a_{1}p+a_{2}p^{2}+\ldots =\sum _{i=0}^{\infty }a_{i}p^{i}\,}
em que todos ak estão entre zero e p-1.
Deve-se notar que esta série não é convergente em {\displaystyle \mathbb {R} \,}. Esta série é convergente como uma série nos números p-ádicos.
O conjunto dos inteiros p-ádicos costuma ser representado por {\displaystyle \mathbb {Z} _{p}}.

## Analogia com a representação de um número em uma base
Todo número natural n pode ser escrito de uma forma única (a menos de parcelas que são zero), em uma base p natural, p > 2, qualquer, pela soma finita:
{\displaystyle n=a_{0}+a_{1}p+\ldots +a_{k-1}p^{k-1}=\sum _{i=0}^{k-1}a_{i}p^{i}\,}
em que cada ai é um inteiro entre zero e p-1.
A notação convencional, em aritmética, de um número na base p é agrupar os seus dígitos em sequência, ou seja, escreve-se:
{\displaystyle \ldots a_{i}\ldots a_{2}a_{1}a_{0}\,}
onde fica implícito que, a partir de um certo ponto, todos os ai são zero.
Um inteiro p-ádico é uma sequência formal destes dígitos que se estende até o infinito, ou seja, é um número:
{\displaystyle n=a_{0}+a_{1}p+\ldots +a_{k-1}p^{k-1}=\sum _{i=0}^{k-1}a_{i}p^{i}\,}
com 0 ≤ ai ≤ p-1.
Também pode-se representar este número como a sequência de seus dígitos, lembrando que esta presentação tem fim mas não tem começo:
{\displaystyle n=\ldots a_{i}\ldots a_{2}a_{1}a_{0}\,}

## Soma e produto
As operações de soma e produto são feitas seguindo-se a regra de operação na base p, ou seja, quando a soma de duas parcelas atinge p, aplica-se a regra do "vai um" e o produto é feito da mesma forma que o produto aritmético.
Alguns exemplos:
Seja p = 5, a = 1 + 3 . 5 + 4 . 52 + 1 . 53 + ... e b = 2 + 2 . 5 + 4 . 52 + 0 . 53 + .... Então a soma a + b será o número 3 + 0 . 5 + 4 . 52 + 2 . 53 + .... O coeficiente de p0 é 3 = 1 + 2. O coeficiente de p1 seria 5 = 3 + 2, mas como chegamos a p = 5, o coeficiente se torna 0 e temos o "vai um". O coeficiente de p2 se torna, então, a soma de três parcelas, os coeficientes de p2 em a e em b somado a 1, ou seja, 4 + 4 + 1. Novamente, como o resultado, 9, é maior que p, escrevemos 9 - 5 = 4, e "vai um" para a próxima potência.
Seja p = 7, a = ...251413 e b = ...121102. A soma de a e b então é dada por:
```
  ... 2 5 1 4 1 3
+ ... 1 2 1 1 0 2
-----------------
  ... 4 0 2 5 1 5

```

A multiplicação é feita de forma semelhante, por exemplo, para multiplicar os inteiros 7-ádicos a = 1 + 2 . 7 + 3 . 72 + ... e b = 3 + 2 . 7 + 1 . 72 + ... temos o seguinte esquema:
```
                    a = 1 + 2 . 7 + 3 . 7<sup>2</sup> + ...
                    b = 3 + 2 . 7 + 1 . 7<sup>2</sup> + ...
----------------------------------------------------------
1 .                 b = 3 + 2 . 7 + 1 . 7<sup>2</sup> + ...
2 . 7 .             b =     6 . 7 + 4 . 7<sup>2</sup> + ...
3 . 7<sup>2</sup> . b =             2 . 7<sup>2</sup> + ...
-----------------------------------------------------------
                a . b = 3 + 1 . 7 + 1 . 7<sup>2</sup> + ...

```

Outro exemplo, igualmente para p = 7, o produto de ...251413 por 121102 é dado por:
```
   ... 2 5 1 4 1 3
 x ... 1 2 1 1 0 2
------------------
   ... 5 3 3 1 2 6
   ... 0 0 0 0 0
   ... 1 4 1 3
   ... 4 1 3
   ... 2 6
 + ... 3
------------------
   ... 3 1 0 4 2 6

```

## Números p-ádicos negativos
É fácil, porém tedioso, definir rigorosamente estas operações de soma e produto, e demostrar que elas satisfazem as propriedades usuais, ou seja, a soma é comutativa, associativa e tem elemento neutro zero, a multiplicação é comutativa, associativa e tem elemento neutro um, e a multiplicação é distributiva em relação à adição.
É também imediato verificar que todo número natural n tem uma representação p-ádica única, e que a soma e o produto p-ádicos são iguais à soma e produtos de naturais.[carece de fontes?].
Fazendo a soma do inteiro p-ádico:
{\displaystyle (p-1)+(p-1)p+(p-1)p^{2}+\ldots \,}
com o número 1, obtêm-se o número p-ádico:
{\displaystyle 0+0p+0p^{2}+\ldots \,}
Temos, portanto, que -1 (e, pelo produto, todos números inteiros) são também inteiros p-ádicos.
Com isto, podemos provar que o conjunto dos inteiros p-ádicos, com estas operações de soma e produto, forma um anel.
Um cuidado deve ser tomado, porém, quanto à interpretação do que seja um "inteiro" p-ádico. É fácil ver que, por exemplo, o número 7-ádico ...333334, caso somado a si mesmo, gera o número 7-ádico ...00001, ou seja, 1/2 é um inteiro 7-ádico. Como regra geral, todo número racional da forma a/b, em que b não é divisível por p, é um inteiro p-ádico.